# Дивертикул Меккеля
Ме́ккелів диверти́кул, дивертикул Меккеля (лат. diverticulum Meckelii; ДМ, код МКХ-10 Q43. 0, код ICPC-2 D81) — найпоширеніша вроджена патологія, яка уражає до 4 % населення. 

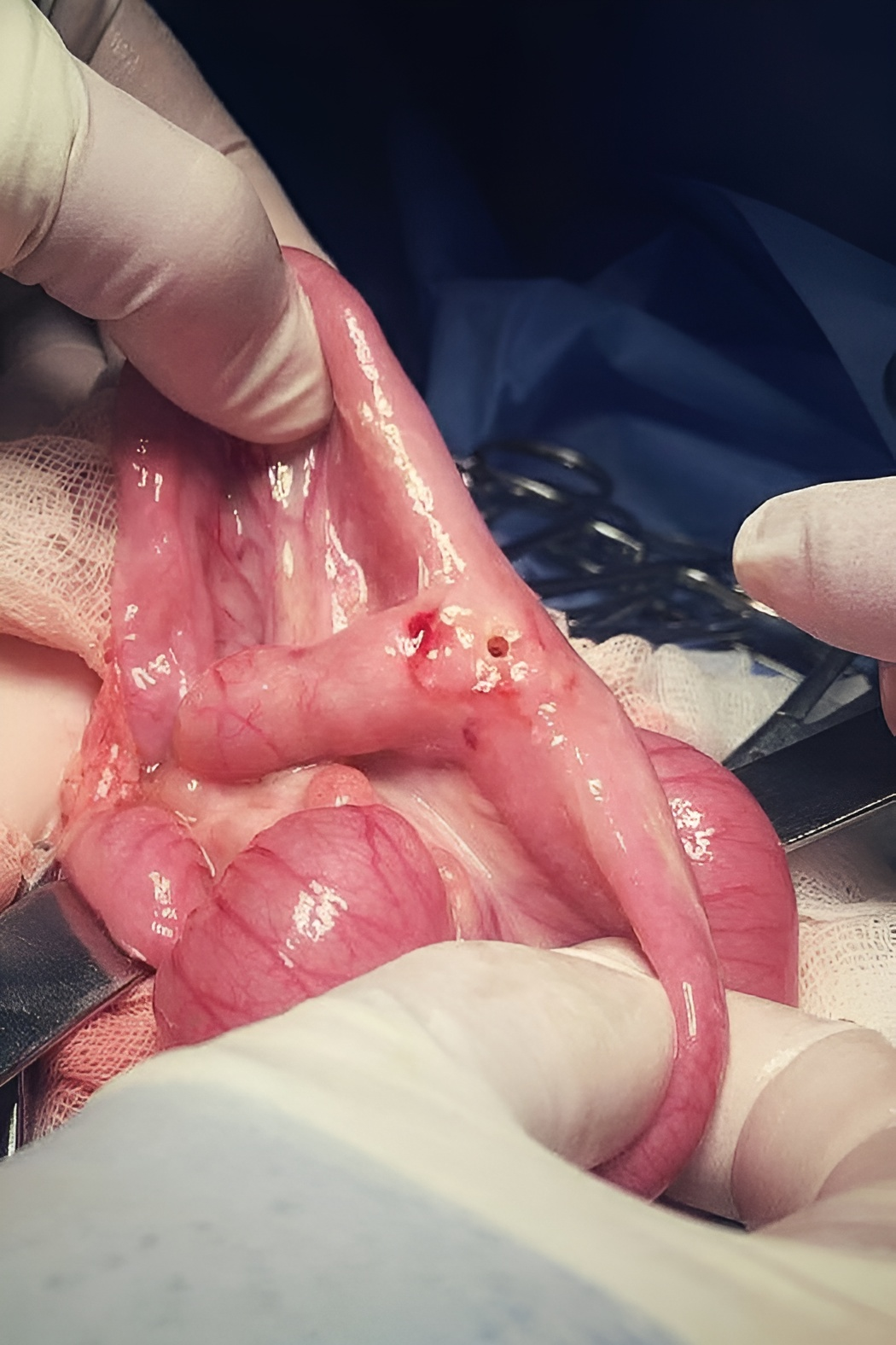
Перфорація дивертикула

Є випинанням на стінці кишки, яке виникає внаслідок неповного зарощення вітелінової протоки, що має відбутися до дев'ятого тижня гестації. Меккелів дивертикул може утворюватися в клубовій частині тонкої кишки.
Дивертикул був відкритий німецьким хірургом Фабрицієм Гільданом у XVI столітті й пізніше отримав свою назву на честь Й. Ф. Меккеля, що пояснив його ембріологічне походження в 1809 р.